# Craugastor tabasarae
Craugastor tabasarae é uma espécie de anfíbio da família Craugastoridae.
É endémica de Panamá.
Os seus habitats naturais são: florestas subtropicais ou tropicais húmidas de baixa altitude.
Está ameaçada por perda de habitat.